# Desde el jardín (novela)
Desde el jardín es una novela satírica del escritor nacido en Polonia Jerzy Kosinski, publicada el 21 de abril de 1971.  Ambientada en Estados Unidos, la historia trata de Chance, un simple jardinero que, sin saberlo, se convierte en un experto político muy solicitado y comentarista sobre los caprichos del mundo moderno. Se ha sugerido que Kosinski modeló el personaje de Chance a partir de un ex gerente de invernadero llamado Jerry Jarvis, quien se convirtió en el líder nacional del movimiento de meditación trascendental a fines de la década de 1960 y principios de la de 1970,  a quien Kosinski había conocido en el Centro de MT local en Cambridge, Massachusetts, y que encarnaba la manera tranquila y simple de Chauncey Gardiner.  El Centro Cambridge TM estuvo durante años ubicado en la esquina de las calles Chauncy y Garden.
En 1979 se hizo una película basada en el libro; Kosinski coescribió el guion de la película con Robert C. Jones.

## Trama
Chance, un hombre con discapacidad intelectual, trabaja como jardinero para el Viejo, un abogado jubilado. La madre de Chance, también discapacitada intelectual, murió en el parto; su padre es desconocido. Ha vivido en la casa del Viejo toda su vida, sin salir nunca de la casa ni del jardín. Todas sus necesidades (comida y presumiblemente ropa y lavandería) son satisfechas por el Viejo a través de sus sirvientes. Su único contacto personal es con el sirviente encargado de atender sus necesidades.
Chance es analfabeto. Sus únicos intereses son cuidar el jardín, con el que tiene una profunda afinidad, y ver la televisión. Su nombre, o más bien apodo, hace referencia a las circunstancias aleatorias de su nacimiento, que nunca parece haber sido registrado. Tampoco aparece registrado en ningún registro oficial: nunca ha asistido a ninguna escuela, no ha estado hospitalizado, no ha recibido ningún beneficio social ni ha ganado ningún ingreso.
El Viejo muere, y los abogados responsables del patrimonio le dicen a Chance que debe irse. Lo hace llevando todas sus posesiones en una maleta. Mientras cruzaba la calle, fue golpeado y resultó levemente herido por una limusina propiedad de Benjamin Rand, un ejecutivo sénior jubilado y anciano con una enfermedad terminal. La esposa de Rand, Elizabeth Eve ("E.E."), mucho más joven y que viajaba en el automóvil en ese momento, insiste en que él sea tratado por el médico de su esposo y se recupere en su lujosa casa. Escuchan mal su nombre como 'Chauncey Gardiner', que se convierte en su identidad de facto.
Chance sólo posee poca información extraída de la televisión, pero sus respuestas ingenuas y a veces inconexas a las preguntas y a la conversación son interpretadas como oraculares por sus oyentes, quienes aparentemente se esfuerzan por proporcionar contexto y un significado ulterior a sus declaraciones. En concreto, sus afirmaciones sobre los jardines y la jardinería (el único tema que conoce) se interpretan como poderosas metáforas del crecimiento y los ciclos económicos. Rand es el primero en caer bajo su hechizo, y bajo su patrocinio conoce a personas poderosas e influyentes, incluidos líderes empresariales, embajadores y el presidente de los EE. UU., quien lo menciona en la televisión, por lo que él mismo aparece en un programa de actualidad. La impresión que causa es uniformemente positiva.
E.E. intenta sin éxito seducir a Chance, viéndolo como un posible sucesor del moribundo Ben. Chance carece de conocimientos sobre relaciones románticas, ya que sólo aprendió de la televisión. En una fiesta, un invitado masculino intenta algo similar, ante la incomprensión de Chance, con igual falta de éxito. EE lo intenta de nuevo, y Chance enuncia lo más parecido a una filosofía: que ver es preferible a tocar, ya que abarca un ámbito más amplio. EE se expone ante él, aunque él no da ninguna respuesta específica y no está claro qué gana con ello.
Tanto el presidente como el embajador soviético intentan obtener información sobre los antecedentes de Chance, pero ambos fracasan. El hecho de que cada uno sepa que el otro está intentándolo crea un imperativo adicional para descubrirlo. Finalmente, se sugiere que por su falta de “historia”, es un candidato ideal para un alto cargo, posiblemente la vicepresidencia (aunque esto no se afirma explícitamente).
La historia termina con Chance saliendo de una recepción para encontrar paz en el jardín del lugar. Hasta el final no queda claro cuánto, si es que algo, entiende de los acontecimientos de la historia, que se desarrollan durante sólo unos pocos días.

## Controversia
Cuando Kosinski publicó Desde el jardín, la profesora Monika Adamczyk-Garbowska escribió: "la mayoría de los críticos polacos inmediatamente reconocieron [ su libro ] como una versión de Kariera Nikodema Dyzmy ( La carrera de Nicodemus Dyzma ) de Tadeusz Dolega-Mostowicz, una novela del período de entreguerras, y Kosinski fue acusado de plagio".